# Mars Climate Orbiter
Mars Climate Orbiter (původně Mars Surveyor '98 Orbiter) byla jedna z dvou kosmických sond z programu Mars Surveyor '98, druhá byla Mars Polar Lander (původně Mars Surveyor '98 Lander). Tyto dvě mise měly studovat marťanské počasí, klima a pátrat po vodě a oxidu uhličitém v atmosféře a na povrchu. Získané údaje měly sloužit na stanovení teplotních profilů atmosféry, určení dlouhodobých klimatických změn a úlohu atmosféry v tomto procesu. Mise však skončila předčasně ztrátou spojení se sondou a pravděpodobným shořením sondy v atmosféře. Sonda byla mezi léty 2005 a 2006 nahrazena sondou Mars Reconnaissance Orbiter.

## Cíle mise
Cíle mise by se daly shrnout do těchto bodů:
- Denní sledování počasí a atmosférických podmínek
- Pozorování změn povrchu vlivem působení větru a dalších vlivů
- Stanovení teplotních profilů atmosféry
- Sledování vodní páry a prachových částic v atmosféře
- Hledání důkazů o podobě klimatických podmínek v minulosti

Specificky byla určená pro studium prachových bouřek, počasí, mraků, prachových mlh, ozónu, distribuce a přesunu prachu a vody, vlivu topografie na atmosférickou cirkulaci, atmosférické odpovědi na sluneční ohřev a změny barev povrchu. Sonda nesla dvě zařízení na splnění těchto cílů mise:
- Mars Climate Orbiter Color Imager (MARCI) - umožňoval pořizovat denní fotografie atmosféry a povrchu ve vysokém rozlišení
- Pressure Modulated Infrared Radiometer (PMIRR) - umožňoval měření teploty atmosféry, výskyt vodní páry a koncentraci prachu

Sonda měla také sloužit ke shromažďování a přeposílání údajů z povrchové sondy Mars Polar Lander a jiných budoucích amerických a mezinárodních misí.

## Průběh letu
Sonda vzlétla 11. prosince 1998 v 18:45:51 UTC z kosmodromu Eastern Test Range pomocí rakety Delta 7425. Po čtyřech korekčních manévrech dorazila 23. září 1999 k Marsu, kde téhož dne v  09:00:46 UTC zažehla motor na plánovaných 16 minut a 23 sekund, a započala tím sestup na eliptickou oběžnou dráhu Marsu. V 09:04:52 UTC (což bylo o celých 49 sekund dříve, než se očekávalo) však došlo ke ztrátě kontaktu se sondou (sonda se dostala do zákrytu za planetu Mars) a spojení již nikdy nebylo obnoveno.

## Příčina neúspěchu
Vyšetřování zjistilo, že hlavní příčinou nehody byl software dodaný společností Lockheed Martin, který počítal celkový impuls dodaný tryskami sondy v imperiálních jednotkách (lb·s), zatímco software pro výpočet trajektorie dodaný NASA očekával tato data v jednotkách SI (N·s). Vzhledem k převodnímu faktoru mezi lbs a Ns, který je 4,45, byla takto vypočítaná trajektorie chybná. Sonda se tak namísto plánovaného nejnižšího bodu oběžné dráhy 226 km měla dostat do vzdálenosti pouhých 57 km od povrchu planety. Atmosféra (ač řídká) ji spálila už někde mezi 80 až 90 km od povrchu.